# De wolkeneters
De wolkeneters is het drieënvijftigste stripverhaal uit de reeks van Suske en Wiske. Het is geschreven door Willy Vandersteen en gepubliceerd in De Standaard en Het Nieuwsblad van 28 september 1960 tot en met 6 februari 1961. In het verhaal maken de hoofdpersonen een reis naar twee gerobotiseerde steden verderop in het zonnestelsel. In het album wordt geanticipeerd op de verovering van de ruimte door de mens. Vandersteen haakte hiermee in op de space opera-traditie. Vanaf dit verhaal werd sciencefiction een duidelijker thema in de Suske en Wiske-reeks.
De eerste albumuitgave was in 1961, in de Vlaamse tweekleurenreeks met nummer 41. In 1970 verscheen het verhaal in de Vierkleurenreeks met albumnummer 109. De geheel oorspronkelijke versie verscheen in 1998 opnieuw in Suske en Wiske Klassiek.

## Locaties
- België, de planetoïde Adonis, de maan, Mars, Deimos (satelliet van Mars), Kumulolis en Kosmopolis in het speciale wolkenrijk

## Personages
- Suske, Wiske met Schanulleke, tante Sidonia, Lambik, Jerom, professor Barabas, agenten, Theofiel Boemerang, Kumu en Kosmo en robotjes

## Uitvindingen
- de Ruimtekruiser (een ruimtevaartuig), de snelgroeier

## Het verhaal
De vrienden kijken tv bij Jerom en Lambik als er een projectiel door het dak naar binnen vliegt en een enorme krater in de grond van de kelder slaat. De politie kan weinig doen en Wiske neemt een foto van het object in de kuil. ’s Nachts vindt Lambik een spoor vanaf de kuil naar de kamer van Wiske. Wiske is erg verdrietig want ze heeft de foto ontwikkeld en Schanulleke blijkt in het gat te liggen, naast iets dat op een robot lijkt. Waarschijnlijk is het popje door het projectiel meegesleurd. Jerom vertelt dat Schanulleke gewoon in de slaapkamer van Wiske is. Dan blijkt dat het leger het huis omsingeld heeft en het huis wordt met een laag beton bedekt.
De vrienden gaan naar professor Barabas. Zijn laboratorium is uitgebreid met o.a. een ronde koepel. De professor vertelt dat het complex enorm goed is beveiligd en legt uit dat de regering hem heeft gevraagd om de ruimte in de gaten te houden. Via een telescoop zien ze een gigantische satelliet waarvan Barabas beweert dat het niet van de Aarde afkomstig is. Deze zweeft vlakbij Mars. Uit de satelliet vliegen regelmatig vliegende schotels die soms naar de Aarde komen en een ervan was bij het huis van Lambik terecht gekomen. De professor heeft een "Ruimtekruiser" ontworpen waarmee de vrienden naar het schip kunnen vliegen.
Lambik gaat terug naar zijn huis dat via een geheime tunnel kan bereiken. Hij zet het op een drinken en duikt in de kuil. Als de vrienden Lambik bellen nadat ze een briefje van hem hebben gevonden, horen ze alleen vreemde geluiden. Ze gaan ook via de tunnel het huis van Lambik binnen en zien nog net hoe Lambik in een vliegende schotel wordt meegenomen. Bij professor Barabas zien ze hoe de vliegende schotel de satelliet binnen vliegt. Tante Sidonia stemt er na wat aandringen mee in om Lambik te gaan bevrijden. Als Jerom de koffers pakt, probeert Theofiel Boemerang hem van alles te verkopen. Het lijkt erop dat Theofiel stiekem mee wil reizen.
’s Nachts begint de reis. Barabas hamert erop dat de vrienden zich als beschaafde afgezanten van de Aarde moeten gedragen. Wiske vraagt of het niet verstandig zou zijn atoomwapens mee te nemen, maar professor Barabas zegt dat vriendelijkheid en behulpzaamheid beter van pas zullen komen. Hij houdt vanuit “Basis Barabas” contact met zijn vrienden. Onderweg wordt nog een landing gemaakt op Adonis, een rotsblok wat ooit bij Venus rondvloog. Met de snelgroeier kunnen de inzittenden fruit maken. Per ongeluk vergroot Suske een wesp en de vrienden komen door het beest in problemen. De wesp blijkt verslagen, maar ook Jerom ligt bewusteloos naast het dier en de vrienden ontdekken dat Theofiel ook stiekem aan boord is geklommen. Theofiel ziet mogelijkheden voor een handelsreiziger en wil proberen zijn stofzuigers te slijten. Professor Barabas legt uit dat er maar voor vier personen zuurstof aan boord is. De reis zal dus versneld moeten worden afgelegd. In een speciale cabine kunnen de inzittenden de druk door het snelle reizen aan.
De vrienden arriveren bij Mars en zien de satelliet. Ze worden getroffen door een meteoor en daarna de satelliet ingezogen. Hier lopen robotjes die bestuurd worden door een elektronisch brein. De vrienden worden naar de wolkenstad Kumulolis gebracht, die door de geleerde Kumu is gesticht. Kumu vertelt dat hij en een collega, Kosmo, uitvindingen deden die ze niet wilden inzetten voor oorlog. Ze besloten van de aarde te vertrekken en stichtten twee steden in de speciale wolken. Met deze wolken kan van alles worden geproduceerd, eten en materiaal. De vrienden krijgen te horen dat ze nooit meer terug naar de Aarde mogen omdat de twee steden geheim moeten blijven. Hierna worden ze naar Kosmopolis gebracht. In Kosmopolis hebben de robotjes ook nog een hart en ze zijn dus menselijker. Als er een meteorenregen komt, redt Jerom de stad en Kosmo vertelt Kumu dat zelf kunnen denken dus toch voordelen heeft, want de robotjes konden de stad niet redden.
Wiske haalt een robot over om haar naar de Ruimtekruiser te brengen die nog steeds in de satelliet staat. De robots blijken hem gerepareerd te hebben. Dit biedt hen de kans om te ontsnappen. Lambik en Jerom gaan erop uit om wapens en een vliegende schotel te verstoppen. Theofiel besluit intussen dat als hij aan het centrale brein in de satelliet kan sleutelen, hij de robots tot klanten kan maken. De plannen van de vrienden worden ontdekt en de ontsnapping gaat van start. Kumu weet Jerom gevangen te nemen d.m.v. een slaappistool. De rest vlucht naar de verstopte schotel. Als ze worden aangevallen door robots schiet Lambik in de wolken en door de regen gaan de robotjes kapot. Door toedoen van Theofiel zijn de robots in op[stand gekomen en beginnen alles te vernielen. Jerom kan Kumu in slaap schieten en iedereen vertrekt per schotel uit Kosmopolis. Kumu wil nog één poging ondernemen om de robotjes weer in gareel te krijgen. Dit lukt hem niet en hij wordt gered door een van de robots met een hart. Samen vluchten ze naar de satelliet. Ze pikken Theofiel op en het centrale brein vertelt hen dat een reusachtige meteorenregen onderweg is waartegen niemand zich kan verdedigen. Ze ontsnappen met de ruimtekruiser terwijl Kosmopolis, Kumulolis en de satelliet door meteoren worden vernietigd.
Terug op Aarde maken de professoren kennis met Barabas. Kumu en Kosmo maken nieuwe kleine robots die positieve boodschappen moeten verspreiden.

## Achtergrond
Het album gaat niet alleen over het onderwerp ruimtevaart maar ook over de vraag wat robotisering met de mens doet. Te veel robotisering zou zomaar tot vervreemding kunnen leiden en ook tot ongelukken.
Kumu is teleurgesteld in de mensheid en droomt van een toekomst zonder mensen. Efficiënte emotieloze robots moeten dus de plaats innemen van de mens omdat de mensheid vooral oorlog heeft voortgebracht. Kosmo heeft wel vertrouwen in de mens en rust zijn robots uit met een hart. De robots van Kumu zijn dan ook blindelings gehoorzaam terwijl die van Kosmo soms eigenwijs zijn, zich door hun hart laten leiden en verantwoordelijkheid nemen. Kosmo lijkt hiermee een meer ethische benadering te hanteren. Beide geleerden hebben dus een ideologisch conflict. Waarschijnlijk leven ze daarom in aparte steden.

## Trivia
- In  1961, toen het album uitgegeven werd, maakte Gagarin daadwerkelijk de eerste ruimtereis.
- In 2016 brachten 53 pagina's met originele tekeningen van dit album op de veiling 125 duizend euro op[1]
- Eetbare wolken komen ook voor in Het lekkere lab.
- Op zeker moment slaat Jerom met zijn vuist op tafel om een vlieg te doden waarna er ineens een explosie volgt en een gat in de grond ontstaat. In de originele versie uit 1960-1961 sloeg Jerom om een andere reden op tafel. Hij had net in de krant gelezen hoe de Russische leider Nikita Chroesjtsjov tijdens een VN-vergadering in New York met zijn schoen op tafel sloeg. De Sovjetleider verklaarde toen tijdens een toespraak dat alle kolonies onafhankelijk moesten worden. Toen de afgevaardigde van de Filipijnen zei dat de Oost-Europese staten die door de USSR werden gedomineerd dan ook moesten bevrijd worden, werd Chroestsjov razend en sloeg met zijn schoen op tafel.
- Marsbewoners waren als verhaalmotief al eerder gebruikt in De gezanten van Mars en De snorrende snor.
- Het verhaal werd ook in de volgende talen uitgegeven:
  - Frans (Bob et Bobette - les cavaliers de l'espace).
  - Fins ( - avaruuden robotit).
  - Zweeds ( - robotarna från rymden).